# Carlos Humberto Toledo
Carlos Humberto Toledo (Ciudad de Guatemala; 10 de agosto de 1919-13 de abril de 1980) fue un futbolista y entrenador guatemalteco que jugó la totalidad de su carrera profesional en el CSD Municipal y fue miembro de la selección de Guatemala.
Toledo fue de 1938 a 1955 uno de los primeros jugadores estelares de la máxima categoría guatemalteca durante sus inicios, ayudando a Municipal a ganar cuatro títulos en siete temporadas y siendo el máximo goleador de la liga en cuatro ocasiones. Con la selección nacional participó en cuatro ediciones de los Campeonatos de Fútbol Centroamericanos y del Caribe y dos en los Juegos Centroamericanos y del Caribe, y pasó a convertirse en el máximo goleador del equipo.

## Trayectoria
Después de haber jugado en varios equipos amateurs durante sus primeros años, fue descubierto a finales de la década de 1930 por el entrenador del CSD Municipal, Manuel Felipe Carrera, quien lo trajo a su equipo.
En 1938, en el primer partido jugado por Municipal en la Liga Capitalina (la máxima división), anotó dos goles ante el IRCA en un empate 2-2. Terminaría la temporada con 15 goles, tres detrás del máximo goleador, Roberto Calderón de Tipografía Nacional y Municipal terminó en 2° lugar.
En 1942, la primera división pasó a llamarse Liga Nacional y comenzaría una nueva era. En una reñida carrera con Tipografía (Tip Nac), que para entonces había alcanzado una amarga rivalidad con Municipal, este último ganó el torneo, con él anotando 15 goles en 12 partidos, en el que fue el primero de cuatro años consecutivos como el máximo goleador de la liga.
Contribuyó con 26 goles en 14 partidos de liga al segundo título de Liga de Municipal en 1947, afirmando su condición de uno de los grandes jugadores de su tiempo. Municipal ganó su tercer título de liga en la temporada 1950-51, y luego se jugó un torneo amistoso llamado Cruz Roja, donde vencieron a otros cuatro equipos de Centroamérica y México, gracias en parte a él, anotando 6 goles en cinco partidos.
El 5 de junio de 1955, en la última semana de la temporada 1954-55, marcó un gol en la victoria por 4-1 ante Tip Nac, que sería su último partido regular de liga. La semana siguiente Municipal disputó una serie final ante el nuevo rival Comunicaciones, perdiendo 0-1 en la ida y remontando en la vuelta con victoria 2-0, con goles de "Pepino" y Efraín "Soldado" de León, que dieron Municipal su cuarto título de liga, colocando al club por delante de Tip Nac cuatro campeonatos a tres desde el inicio de la nueva estructura de la liga en 1942.
Se retiraría habiendo anotado y habiendo ganado el campeonato nacional en su último partido profesional, habiendo anotado 129 goles oficiales durante toda su carrera, que a partir de 2011 sigue siendo el quinto total más alto en la historia del club.

## Selección nacional
Fue seleccionado por primera vez para la selección de Guatemala en 1943, participando en el II Campeonato CCCF en San Salvador donde terminó segundo en diferencial de goles.
En el III Campeonato CCCF en San José, Costa Rica, terminaría segundo en puntos detrás de los locales; con 11 tantos, fue el goleador de ese torneo, anotando tres goles en igual cantidad de partidos, ante Costa Rica (4-1), Nicaragua (7-0) y Panamá (3-3).
En 1950, Guatemala fue sede de los VI Juegos Centroamericanos y del Caribe, y el 26 de febrero, jugó contra Colombia, inaugurando los eventos de fútbol en el recién construido Estadio Olímpico (luego rebautizado como Mateo Flores), ganando el partido 2-1 con él en la formación inicial.
Tres años después, marcó dos goles en el VI Campeonato de la CCCF, ante Panamá y Nicaragua. En el último día del torneo, disputó su último partido internacional, fue una derrota 0-3 ante el anfitrión Costa Rica, siendo sustituido en el entretiempo.

## Trayectoria como entrenador
Al poco tiempo de retirarse del juego, inició una nueva etapa de su vida en el fútbol, ser entrenador. Dirigió a Municipal de 1957 a 1960, 1966 a 1967, ganando la Copa Nacional dos veces, en las temporadas 1960 y 1967.
Fue asistente del uruguayo Rubén Amorín con la selección de Guatemala campeona del Campeonato de Naciones de la Concacaf de 1967 celebrado en Honduras.

## Palmarés

### Como jugador
| Título                    | Equipo        | País      | Año     |
| ------------------------- | ------------- | --------- | ------- |
| Liga Nacional             | CSD Municipal | Guatemala | 1942-43 |
| Liga Nacional             | CSD Municipal | Guatemala | 1947    |
| Liga Nacional             | CSD Municipal | Guatemala | 1950-51 |
| Copa Campeón de Campeones | CSD Municipal | Guatemala | 1952    |
| Liga Nacional             | CSD Municipal | Guatemala | 1954-55 |

### Como entrenador
| Título        | Equipo        | País      | Año  |
| ------------- | ------------- | --------- | ---- |
| Copa Nacional | CSD Municipal | Guatemala | 1960 |
| Copa Nacional | CSD Municipal | Guatemala | 1967 |

### Distinciones individuales
| Distinción                                                  | Año     |
| ----------------------------------------------------------- | ------- |
| Máximo goleador de la Liga Nacional de Guatemala            | 1942-43 |
| Máximo goleador de la Liga Nacional de Guatemala            | 1943    |
| Máximo goleador de la Liga Nacional de Guatemala            | 1944-45 |
| Máximo goleador del Campeonato Centroamericano y del Caribe | 1946    |
| Máximo goleador de la Liga Nacional de Guatemala            | 1947    |